# بيتر نيلسون (لاعب هوكي الجليد)
بيتر نيلسون هو لاعب هوكي الجليد سويدي، ولد في 10 يونيو 1962 في ستوكهولم في السويد.

## وصلات خارجية
- بيتر نيلسون على موقع دوري الهوكي الوطني (الإنجليزية)
- بيتر نيلسون على موقع EliteProspects.com (الإنجليزية)
- بيتر نيلسون على موقع Eurohockey.com (الإنجليزية)
- بيتر نيلسون على موقع HockeyDB.com (الإنجليزية)